# Rockaway Beach (Missouri)
Rockaway Beach – miasto w Stanach Zjednoczonych, w stanie Missouri, w hrabstwie Taney.